# Shimada Bokusen
Shimada Bokusen (japanisch 島田 墨仙; geboren 4. November 1867 in Fukui (Präfektur Fukui); gestorben 9. Juli 1943 in Tokio) war ein japanischer Maler der Nihonga-Richtung.

## Leben und Werk
Shimada Bokusen wurde als zweiter Sohn von Shimada Sekkoku (島田 雪谷; 1826–1884), einem Samurai des Fukui-han, der sich auch malerisch betätigt hatte, geboren. So erlernte Bokusen seine ersten malerischen Grundlagen unter der Anleitung seines Vaters. Nach dessen Tod bildete er sich selbst weiter, ging dann 1896 nach Tokio und wurde Schüler von Hashimoto Gahō.
Im Herbst 1898, auf der 3. Ausstellung der Künstlervereinigung „Nihon Kaiga Kyōkei“ (日本絵画協会), fand Shimadas Bild „Chijō kito“ (致城帰途) – etwa „Auf dem Weg zu Schloss ohne Wiederkehr“, das den Anführer der 47 Rōnin Ōishi Yoshio (1659–1703) zeigt, Anerkennung. 1903 wurde auf der 5. „Nationalen Ausstellung zur Wirtschaftsförderung“ (内国勧業博覧会, Kokunai kangyō hakurankai) sein Bild zum selben Thema „Ōishi Shuzei Shizo no Zu“ (大石主税刺鼠之図) – etwa „Aufseher Ōishi tötet eine Ratte“, womit die Ermordung von Kira Yoshinaka gemeint ist. Er wurde mit einer Medaille 3. Klasse in Bronze ausgezeichnet und war nun ein bekannter Künstler.
Shimada stellte dann wiederholt auf der Ausstellungsreihe „Bunten“ aus. Auf der nachfolgenden „Teiten“ wurde er 1923 ab der 6. in das Veranstaltergremium gewählt. 1931 war er in Frankreich, Italien und auf der „Ausstellung japanische Malerei“ in Berlin zu sehen.
Shimada beschäftigte sich fast ausschließlich mit der Darstellung geschichtlicher Persönlichkeiten Japans. Auch in seinen späteren Jahren ließ die Schaffenskraft nicht ab. Beispiele sind die Personendarstellungen „Hanawa Hokiichi“ (塙 保己一) und „Yamaga Sokō Sensei“, von denen Letzteres für den Preis der Japanischen Akademie der Künste vorgeschlagen und 1943 angenommen wurde.

## Bilder

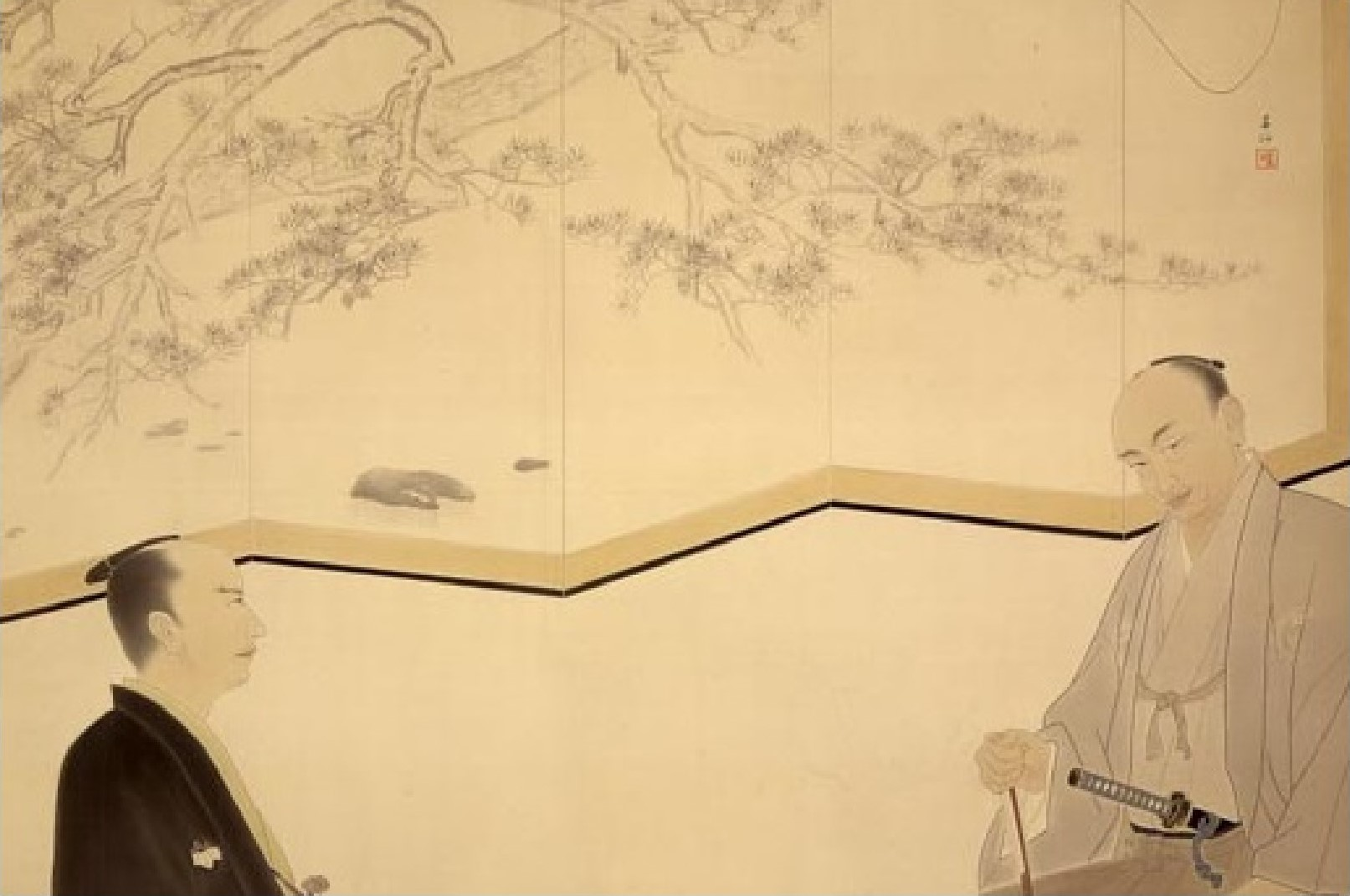
FujitaTōko[1] und Hashimoto Sanai
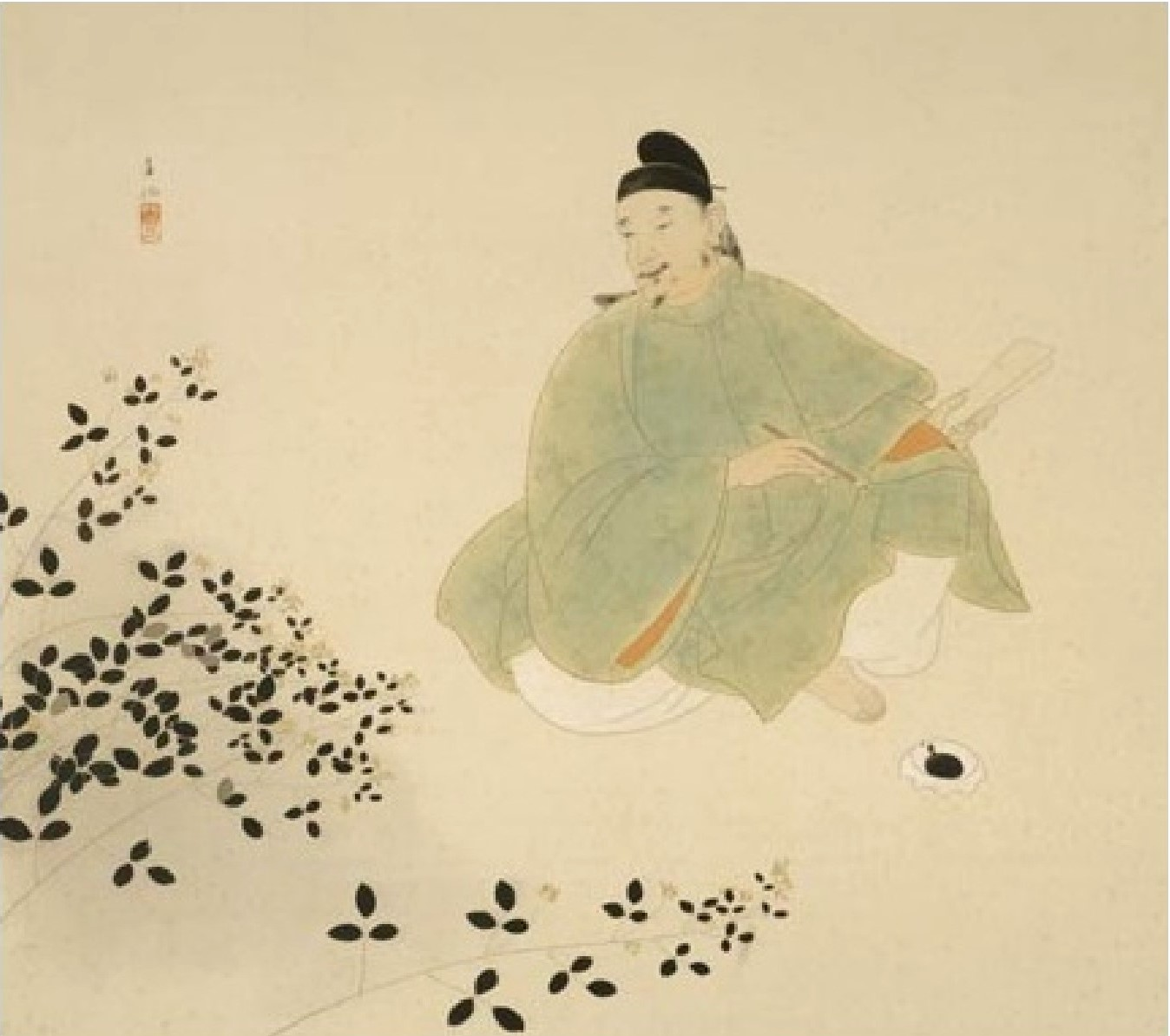
Kalligraph
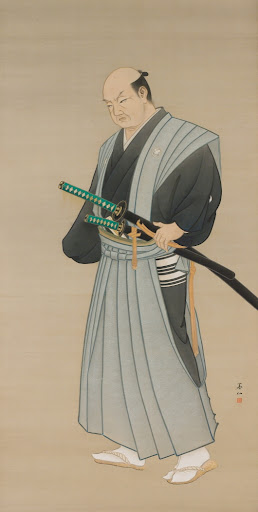
Samurai
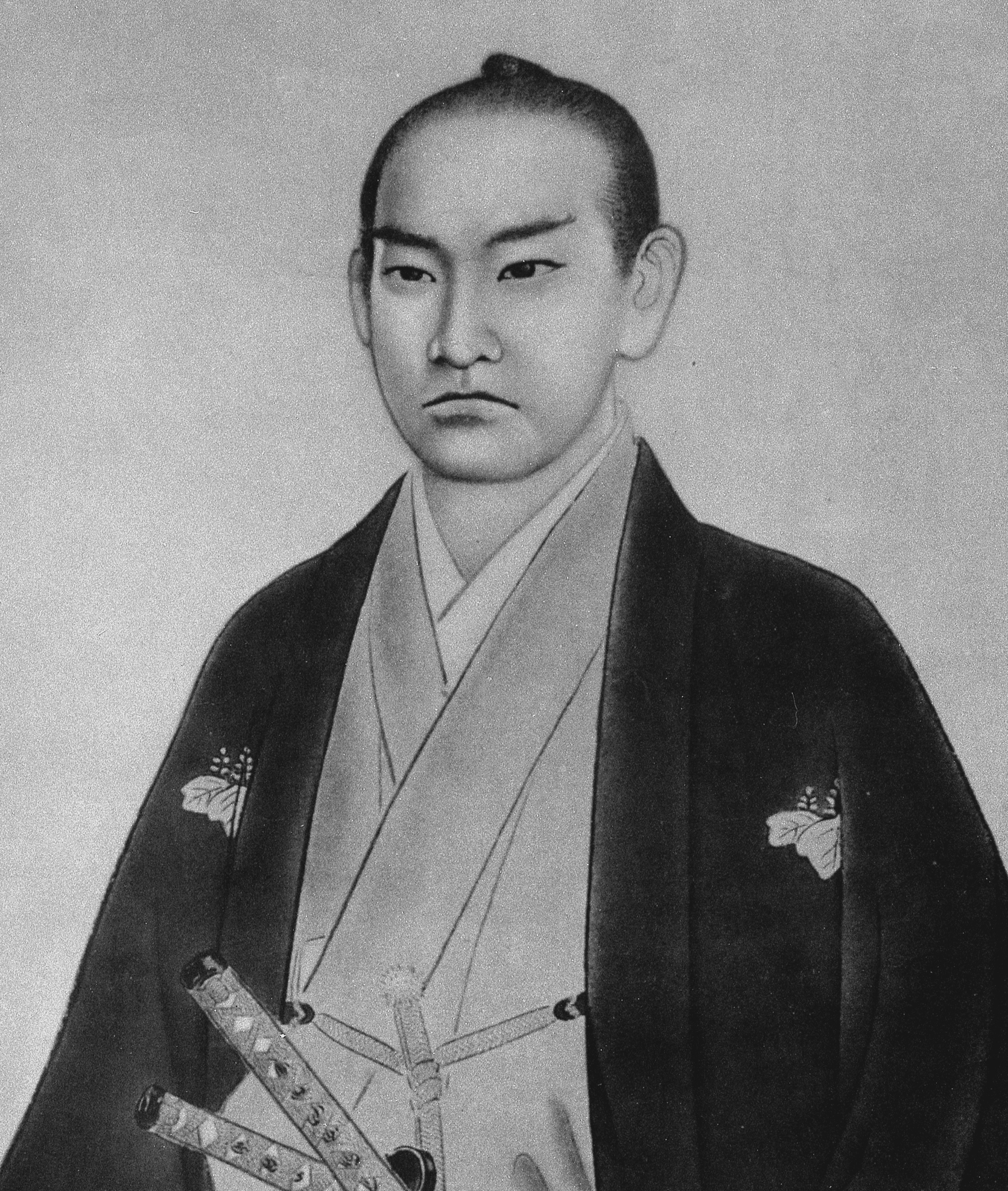
Hashimoto Sanai
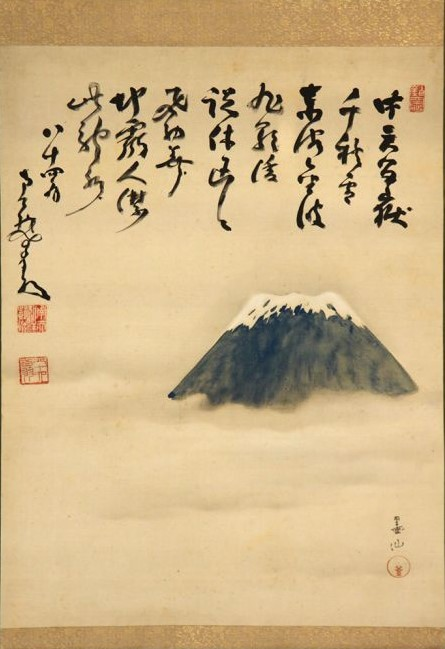
Fuji
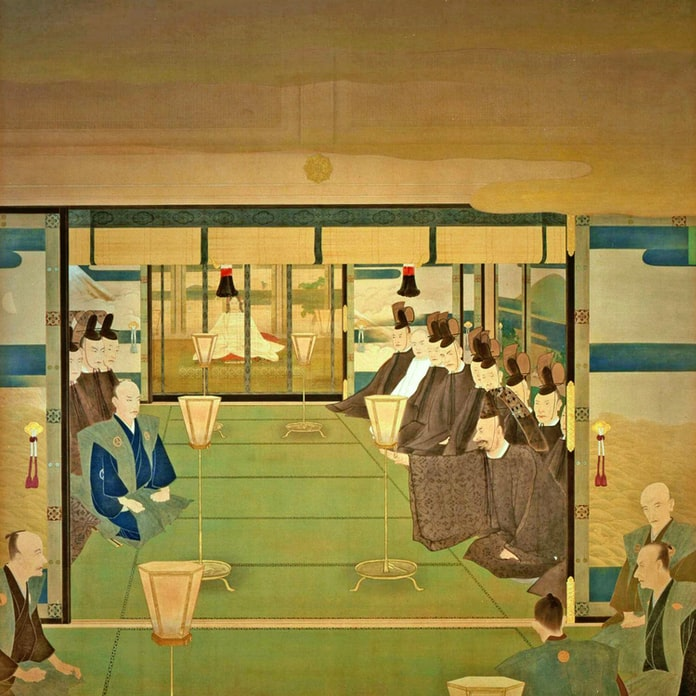
In der Meiji-Gedächtnisgalerie

1. ↑  Fujita Tōko (藤田東湖, 1806–1855), ein führender Wissenschaftler der Mito-Schule.
2. 1 2  Im Besitz des Nationalmuseums für moderne Kunst Tokio.